# Artem Tyshchenko
Artem Olexandrovych Tyshchenko (en ucraniano: Артем Олександрович Тищенко; Mikoláivka, 22 de diciembre de 1993) es un deportista ucraniano que compite en biatlón. Ganó una medalla de plata en el Campeonato Europeo de Biatlón de 2015, en la prueba por relevos.

## Palmarés internacional
| Campeonato Europeo | Campeonato Europeo | Campeonato Europeo | Campeonato Europeo |
| Año                | Lugar              | Medalla            | Prueba             |
| ------------------ | ------------------ | ------------------ | ------------------ |
| 2015               | Otepää (Estonia)   | Medalla de plata   | Relevos            |